# Btissam Lakhouad
Btissam Lakhouad (Arabisch: ابتسام•ابتسام بوسيف) (Khouribga, 7 december 1980) is een atleet uit Marokko.
Op de Memorial Van Damme 2007 liep Lakhouad een nieuw nationaal record op de Engelse mijl.
Op de Middellandse Zeespelen behaalde Lakhouad in 2009 een zilveren medaille op de 1500 meter.
Op de Wereldkampioenschappen atletiek 2011 viel Lakhouad met een vierde plaats op de 1500 meter net buiten de medailles.
Op de Olympische Zomerspelen van Beijing in 2008 liep ze de 1500 meter, waar ze als twaalfde finishte.
Op de Olympische Zomerspelen van Londen in 2012 zou ze ook de 1500 meter lopen, maar finishte ze uiteindelijk niet.
- World Athletics: 14290712